# Barva församling
Barva församling var en församling i Strängnäs stift och i Eskilstuna kommun i Södermanlands län. Församlingen uppgick 1995 i Kafjärdens församling. 

## Administrativ historik
Församlingen har medeltida ursprung och var till 1 juli 1979 annexförsamling i pastoratet Jäder och Barva som 1962 utökades med Kjula församling, Sundby församling, Vallby församling och Hammarby församling. Från  1 juli 1979 till 1995 annexförsamling i pastoratet Kjula, Jäder, Barva, Sundby, Vallby och Hammarby. Församlingen uppgick 1995 i Kafjärdens församling.

## Kyrkor
- Barva kyrka